# مسجد الإبراهيم
مسجد الإبراهيم من مساجد العراق القديمة التراثية في البصرة، ويقع في منطقة الرشيدية الثانية التابعة لقضاء الزبير، وهناك ثلاث روايات عن تاريخ تأسيسهِ وبنائهِ:
- الرواية الأولى: إن الذي بناه وأسسه هو الشيخ محمد بن إبراهيم بن محمد الراشد عام 1246هـ.
- الرواية الثانية: إن بانيه هو الشيخ عبد الرحمن بن محمد بن إبراهيم الراشد وأوقف عليهِ قطعة أرض من بساتين نخيل من أملاكهِ في منطقة (أم النعاج) وهي إحدى نواحي البصرة.
- الرواية الثالثة: إن التي أسستهُ وبنتهُ المحسنة فاطمة بنت إبراهيم الراشد.
- الرواية الرابعة: إن التي أسسته هي عائلة الشبلي وهو الأرجح والشائع بين الناس في مسجد الإبراهيم لأن موقعه يقع جوار منزل الشيخ عبد الرحمن.

وفي عام 1384هـ/1964م جددت بناؤه المحسنة سعاد بنت محمد الصباح حيث كان بناؤه من اللبن والطين.
وتبلغ مساحة المسجد حوالي 500م2، وفي المسجد مصلى واسع يبلغ طولهُ سبعة أمتار وعرضه سبعة وعشرين متراً، وتتوسطه قبة كبيرة، وله منارة مئذنة بنيت في عقد الستينيات من القرن العشرين، ذات حوض واحد، وأمام الحرم طارمة بعرضهِ وبطول مترين تقوم على أعمدة حديدية وبجوار الطارمة غرفة لإمام المسجد وغرفة أخرى مخزن.
وتعرض المسجد للتخريب وجرى تحطيم اجزاء من مبنى الجامع من قبل المليشيات الطائفية بعد تفجير ضريح العسكريين في شباط عام 2006م.
ومن أبرز من تولى منصب الإمامة فيهِ:
- الشيخ أحمد بن عثمان بن عبد الله الجامع عام 1285هـ.
- الملا عبد العزيز المكنزي عام 1298هـ.
- الملا عبد الله بن عبد العزيز المكنزي.
- الملا عبد الرزاق بن عبد الله المكنزي.

ومن ثم تولى منصب الإمامة فيه أئمة آخرون، وتقام في المسجد حالياً صلاة الجمعة والصلوات الخمس المكتوبة، وكذلك دورات لتحفيظ القرآن ودروس عامة في الآداب والشريعة الإسلامية.